# The Warrior’s Code
The Warrior’s Code ist das fünfte Studioalbum der Dropkick Murphys. Es wurde im Juni 2005 veröffentlicht und ist zugleich das meistverkaufte Album der Band. Produziert wurde es von Hellcat Records.

## Hintergrund
Your Spirit’s Alive schrieb die Band für Greg „Chickenman“ Riley, einen Freund der Band, der 2004 bei einem Motorradunfall ums Leben kam. The Warrior’s Code behandelt die Boxlegende Micky Ward. The Green Fields of France ist die Coverversion eines Songs von Eric Bogle. Den Text zu I’m Shipping Up to Boston wurde von Woody Guthrie verfasst, und erzählt die Geschichte eines Seemannes, der in Boston nach einem Holzbein sucht. Last Letter Home behandelt den Briefverkehr zwischen dem US-amerikanischen Sgt. Andrew Farrar und seiner Familie, kurz vor seinem Tod im ersten Irakkrieg. Tessie ist eine Neuaufnahme eines Boston-Red-Sox-Rallysongs und war den Boston Red Sox gewidmet, als diese 2004 nach 86 Jahren wieder die World Series gewonnen hatten. Auf diesem Album ist er als Bonustrack enthalten, da er bereits auf einem anderen Album der Band erschienen war. Ein zweiter Bonustrack namens Hatebomb ist auf der japanischen Veröffentlichung zu finden. Die Band drehte Musikvideos für die Titel Sunshine Highway, The Warrior’s Code und zwei Videos für I’m Shipping Up to Boston. Eines wurde als Promotion für den Film The Departed verwendet und beinhaltete Szenen aus dem Film. Das Video für den Song Tessie wurde 2004 gedreht.

## Titelliste
1. „Your Spirit’s Alive“ – 2:21
2. „The Warrior’s Code“ – 2:30
3. „Captain Kelly’s Kitchen“ („Courtin’ in the Kitchen“ traditional) – 2:48
4. „The Walking Dead“ – 2:07
5. „Sunshine Highway“ – 3:22
6. „Wicked Sensitive Crew“ – 2:59
7. „The Burden“ – 2:55
8. „Citizen C.I.A.“ – 1:28
9. „The Green Fields of France“ (Eric Bogle cover) – 4:46
10. „Take It and Run“ – 2:44
11. „I’m Shipping Up to Boston“ (Lyrics by Woody Guthrie) – 2:34
12. „The Auld Triangle“ (Brendan Behan cover) – 2:41
13. „Last Letter Home“ – 3:32
14. „Tessie“ (Bonustrack) – 4:15
15. „Hatebomb“ (Japanese Bonustrack) – 1:12

## Singles
- „Sunshine Highway“
- „The Warrior’s Code“
- „I’m Shipping Up to Boston“
- „Tessie“ #89 US Modern Rock Charts

## Trivia
Im Song Wicked Sensitive Crew singt die Band, dass sie sich nicht dafür schämt, geweint zu haben, als Mickey in Rocky II starb. In Wirklichkeit starb Mickey aber aufgrund eines Herzinfarkts nach einer Begegnung mit Clubber Lang in Rocky III. Im Booklet gesteht die Band diesen Fehler, betont aber, dass sich der Text sonst nicht gereimt hätte.
Die Band entschuldigte sich für diesen Fehler auf ihrem Album, indem sie schrieb: „Mickey actually died in Rocky 3 but, hey, sue us, two rhymed better.“ (dt.: „Mickey starb in Rocky 3, aber, hey, verklagt uns, zwei reimt sich besser.“)